# Чонхён-ванху
Чонхён-ванху́ (정현왕후 윤씨) (21 июля 1462 — 13 сентября 1530) — чосонская королева-консорт, третья супруга вана Сонджона. Личное имя — Юн Чаннён (윤창년, 尹昌年), также известна по посмертному имени Чонхён-ванху.
Происходила из клана Папхён Юн. Вышла замуж в 1473 году, была королевой с 1479 года до смерти своего мужа в 1495 году, после чего была удостоена титула Вдовствующей королевы Часун (자순왕대비). Её родной сын Ли Ёк стал одиннадцатым ваном Чосона после свержения её приёмного сына Юна.

## Жизнеописание
Юн Чан-нён (윤창년, 尹昌年) родилась 21 июля 1462 года в клане Папён Юн в семье Юн Бо и его жены, госпожи Чон из клана Дамьян Чон, и была их вторым ребёнком. Со стороны отца одним из её шести двоюродных братьев (육촌오빠) был Юн Пиль-сан (윤필상, 尹弼商), внутренний принц Папхён (파평부원군, 坡平府院君) (1427—1504). Королевская супруга Хи-би из клана Папхён Юн, супруга корёсского вана Чхунхе, и королева Чонхви, супруга чосонского вана Седжо, были её старшими родственницами по отцовской линии.
Она была избрана намеренно, когда её отец Юн Хо занимал высокий пост в 1473 году, и получила упреки[уточнить], став королевой в 1479 году после кончины королевы Юн (матери Ёнсангуна). Утверждается, что она помогла ускорить кончину королевы Юн вместе со своим отцом Юн Хо и шестым двоюродным братом Юн Пильсаном. Но неизвестно, насколько королева Чонхён, которой в то время было 17 лет, была вовлечена в ликвидацию свергнутой королевы Юн. Поскольку предполагается, что 18-летняя королева Чонсун также стояла за этим, можно сказать, что вероятность достаточна.
Она родила великого принца Джинсона и трёх принцесс; принцессу Суксун и двух безымянных принцесс, которые умерли преждевременно. Ранее Юн была одной из наложниц Сонджона, назначенной в 1473 году в ранге Сук-уй[уточнить]. Но 8 ноября 1480 года она была избрана третьей королевой-консортом Сонджона.
Первая жена Сонджона — королева Конхе из клана Чхонджу Хан, также была двоюродной сестрой в третьем колене королевы Чонхён. Прабабушка королевы Чонхён, госпожа Хан из клана Чхонджу Хан, являлась дочерью Хан Санджиля и тётей по отцовской линии одного из близких соратников короля Седжо — Хан Мёнхо; что делало их двоюродными братьями во втором колене.
Впоследствии, Ёнсан-гун вырос, зная королеву Чонхён как свою биологическую мать. В 1493 году при написании надгробия Сонджона и его чиновником, кто-то узнал о личной жизни королевы Юн[уточнить] и стал причиной резни фракции Сарим путём внезапной смерти[уточнить]. Но в 1494 году молодой король в конце концов узнал о том, что случилось с его биологической матерью, и попытался посмертно восстановить её титулы и положение.
В 1497 году, на третьем году правления Ёнсангуна, она получила титул Часун (慈 順) и Хвахе (和 惠) в 1504 году за свой посмертный титул. В 1506 г., во время восстания, лидеры антиправительственных сил выступили за воцарение на престоле великого принца Джинсона (впоследствии известного по титулу ван Чунджон) и дали на это своё согласие.

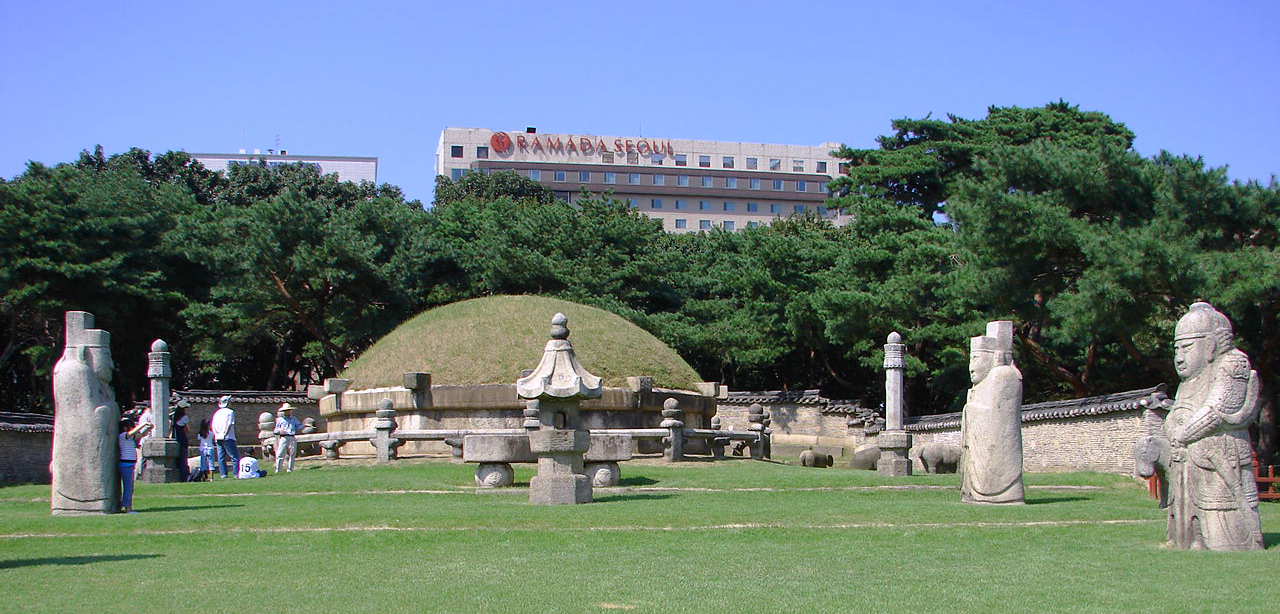
Захоронение королевы Чонхён. Там же захоронены еще два короля Чосона.

Королева-супруга умерла 13 декабря 1530 года в возрасте 68 лет в резиденции Дон дворца Кёнбок.
Она похоронена в Сонныне (Каннам), в Сеуле вместе с мужем и его первой женой, королевой Конхе-ванху.

## Семья

### Родители
- Дядя — Юн О (윤오, 尹塢)
- Дядя — Юн Дан (윤당, 尹塘)
- Отец — Юн Хо (1424 — 9 апреля 1496) (윤호, 尹壕)
- Дядя — Юн Хэ (윤해, 尹垓)
- Дядя — Юн Тан (윤탄, 尹坦)
- Дядя — Юн Па (윤파, 尹坡)
  - 1) Дедушка − Юн Сам-Сан (1406—1457) (윤삼산, 尹三山)
    - 2) Прадед — Юн Гын (윤곤, 尹坤) (? — 11 марта 1422 г.)
      - 3) Прапрадедушка — Юн Сынсун (윤승순, 尹承順) (? — 1392)[4]
        - 4) Прапрапрадедушка − Юн Чок (윤척, 尹陟) (? — 1384)
          - 5) Прапрапрапрадедушка — Юн Ансук (윤안숙, 尹安淑)[5]
            - 6) Прапрапрапрапрадедушка − Юн Бо (윤보, 尹珤) (? — 1329)
              - 7) Пра-пра-пра-пра-пра-прадедушка − Юн Сун (윤순, 尹純)
                - 8) Пра-пра-пра-пра-пра-пра-прадедушка − Юн Бок-вон (윤복원, 尹復元)
                  - 9) Пра-пра-пра-пра-пра-пра-пра-прадедушка − Юн Санге (윤상계, 尹商季) (? — 1201)

              - 7) Пра-пра-пра-пра-пра-прабабушка — госпожа Ли

            - 6) Прапрапрапрапрабабушка — госпожа Пак

        - 4) Прапрапрабабушка — госпожа Ли

      - 3) Прапрабабушка — госпожа Ли из клана Даньян Ли (단양 이씨)

    - 2) Прабабушка — госпожа Хан из клана Чхонджу Хан (청주 한씨);[6] вторая жена Юн Гына.

  - 1) Бабушка — госпожа Ли из клана Госон Ли (고성 이씨)
- Мать — внутренняя принцесса-консорт Ёнан из клана Дамьян Чон (연안부부인 담양 전씨, 延安府夫人 潭陽 田氏) (1421—1500)
  - 1) Дедушка — Чон Джвамён (1424—1521) (전좌명, 田佐命)
  - 1) Бабушка — госпожа Ли из клана Чонджу Ли (전주 이씨)

### Братья и сестры
- Старший брат — Юн Ын-ро (윤은로, 尹殷老)
- Младший брат — Юн Тан-ро (윤탕로, 尹湯老) (1466 — 5 июня 1508). Жена: госпожа Ли из клана Чонджу Ли (전주 이씨) (? — 29 июня 1509 г.)[7]
  - Племянник — Юн Джин (윤진, 尹珍) (24 ноября 1498 — 23 февраля 1543). Жены: (а) госпожа Ким из клана Квансан Ким (광산 김씨, 光山 金氏) (б) госпожа Хон из клана Намьян Хон (남양 홍씨) (1505—1587)
    - Внучатая племянница — госпожа Юн из клана Папхён Юн (파평 윤씨)
    - Внучатый племянник — Юн Югын (윤유곤, 尹 裕 昆) (3 марта 1526 — 21 января 1549). Жена: госпожа Ли из клана Чонджу Ли (1528-18 октября 1590)[8]
    - Внучатая племянница — госпожа Юн из клана Папхён Юн. Муж: Хан Гёнсан
    - Внучатый племянник — Юн Юйху (11 января 1541 — 13 августа 1606)
- Племянница — госпожа клана Папхён Юн. Муж: Ли Чанъин (李昌仁) из клана Чонджу Ли.
  - Внучатый племянник — Ли Сук
- Сводный племянник — Юн Сок
- Сводный племянник — Юн Нандон
- Сводная племянница — госпожа Юн из клана Папхён Юн. Муж: Ким Вонсок

### Супруг
- Ли Хёль, ван Сонджон (20 августа 1457 г. — 20 января 1494 г.)
  - Тесть — ван Докджон (3 октября 1438 — 20 сентября 1457)
    - Законный тесть — ван Йеджон (14 января 1450 — 31 декабря 1469)

  - Свекровь — королева Сохё из клана Чхонджу Хан (7 октября 1437 — 11 мая 1504)
    - Законная свекровь — королева Чансун из клана Чхонджу Хан (2 февраля 1445 — 5 января 1462)

### Дети
- Приёмный сын (сын предыдущей супруги мужа) — Ли Юн, ван Ёнсан (23 ноября 1476 г. — 20 ноября 1506 г.)
- Дочь — принцесса Сунсук (1478 — 14 июля 1488)[9]
- Безымянная дочь, умерла во младенчестве (1485—1486)
- Сын — Ли Ёк, ван Чунджон (16 апреля 1488 г. — 29 ноября 1544 г.)
  - Невестка — королева Дангён из клана Гочан Шин (7 февраля 1487 г. — 27 декабря 1557 г.) — детей не было.
  - Невестка — королева Чангён из клана Папён Юн (10 августа 1491 — 16 марта 1515)
    - Внучка — принцесса Хюэ (13 июня 1511 — 6 мая 1531)
    - Внук — Ли Хо, ван Инджон (10 марта 1515 — 7 августа 1545)

  - Невестка — королева Мунджон из клана Пэпён Юн (2 декабря 1501 г. — 5 мая 1565 г.)
    - Внучка — Ли Ок-хе (Lee Ok-hye, 李玉蕙), принцесса Уйхе (1521—1564)
    - Внучка — Ли Ок-рин (李玉麟), принцесса Хёсун (1522—1538)[10]
    - Внучка — Ли Ок-хён (1530—1584), принцесса Кёнхён
    - Внук — Ли Хван, ван Мёнджон (3 июля 1534 — 2 августа 1567)
    - Внучка — принцесса Инсун (1542—1545)
- Безымянная дочь, умерла во младенчестве (1490—1490)

## В искусстве
Образ королевы Чонхён-ванху играли корейские актрисы:
- Пан Хёчжон в южнокорейском фильме 1988 года «Дневник короля Ёнсана».
- Пак Ёнгви в южнокорейском телесериале KBS 1995 года «Чан Ноксу».
- Ким Чжаок в телесериале KBS 1996 года «Чо Гванджо».
- Юн Джисук в телесериале KBS 1998—2000 годов «Король и королева».
- Ли Бохи в телесериале SBS 2000—2001 годов «Дамы во дворце».
- Ом Юcин в телесериале MBC 2003—2004 гг. «Жемчужина дворца».
- Ли Джин (актриса и певица из группы «Fin.K.L») в телесериале SBS 2007—2008 годов «Король и я».
- До Чживон[англ.] в телесериале KBS2 2017 года «Королева на семь дней».